# Zeskeizerjaar
Het jaar 238 wordt ook wel het zeskeizerjaar genoemd. De chaotische gebeurtenissen in het jaar 238 worden als een van de zwaarste regeringscrises in de Romeinse geschiedenis beschouwd. Er openbaarden zich structurele problemen binnen het Romeinse rijk (zie crisis van de derde eeuw), die pas in de late oudheid kon worden overwonnen.
In dit jaar werden gelijktijdig of na elkaar zes mannen door de Romeinse Senaat als Romeins keizer erkend. Deze zes mannen waren:
- Maximinus Thrax
- Gordianus I
- Gordianus II
- Pupienus
- Balbinus
- Gordianus III

Gordianus III regeerde aansluitend zes jaar lang.

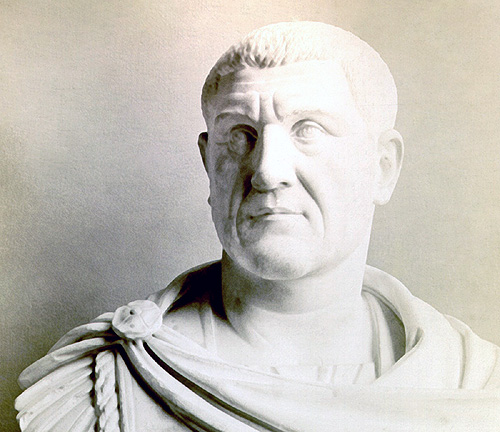
Maximinus Thrax
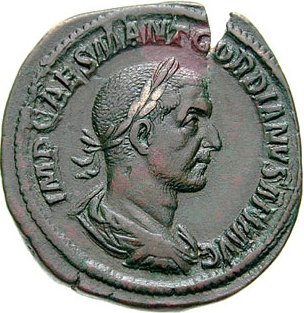
Gordianus I
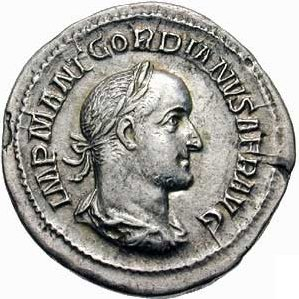
Gordianus II
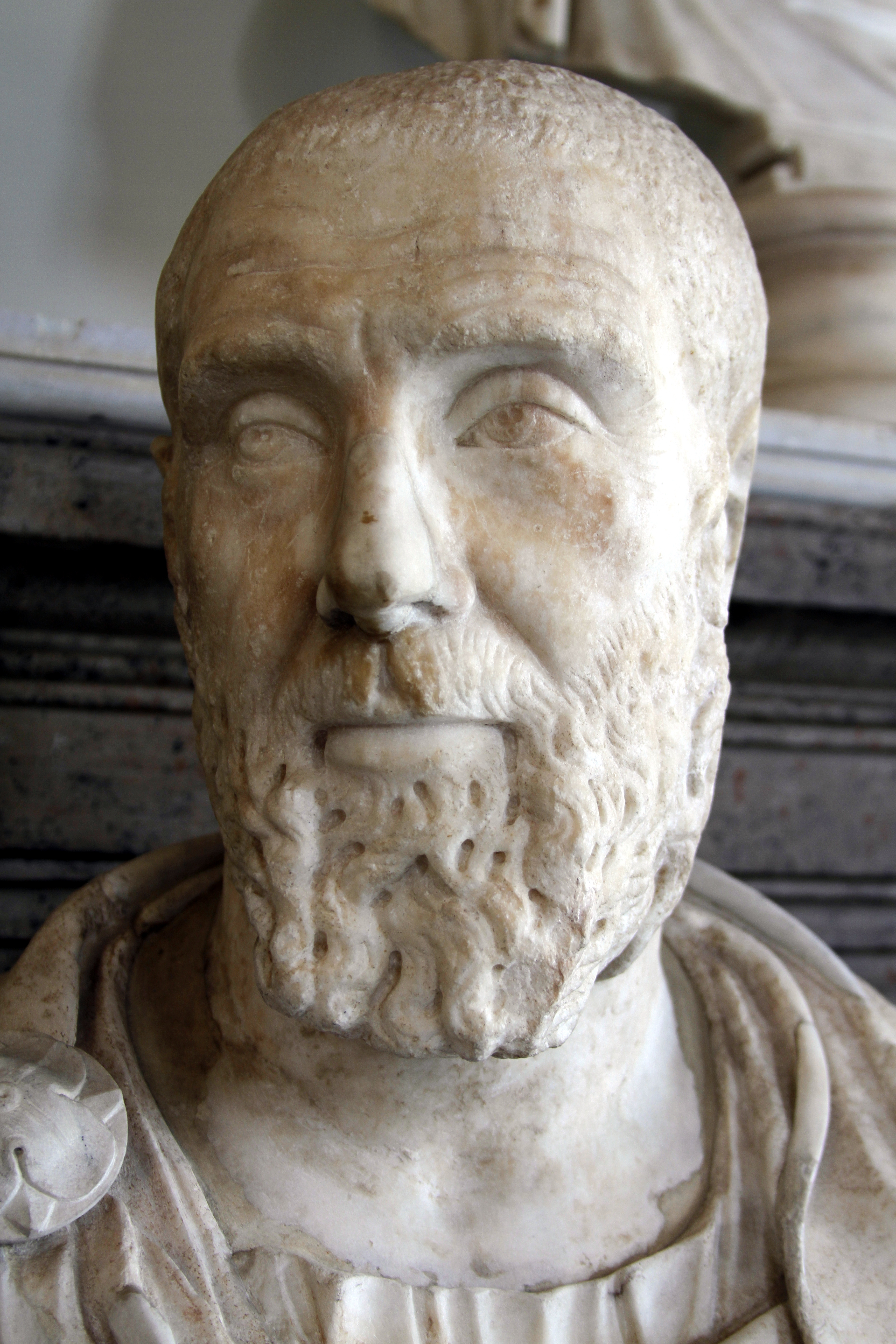
Pupienus
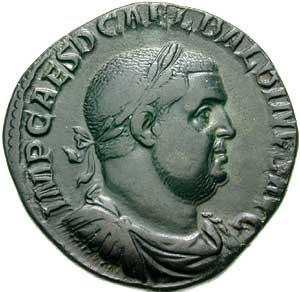
Balbinus
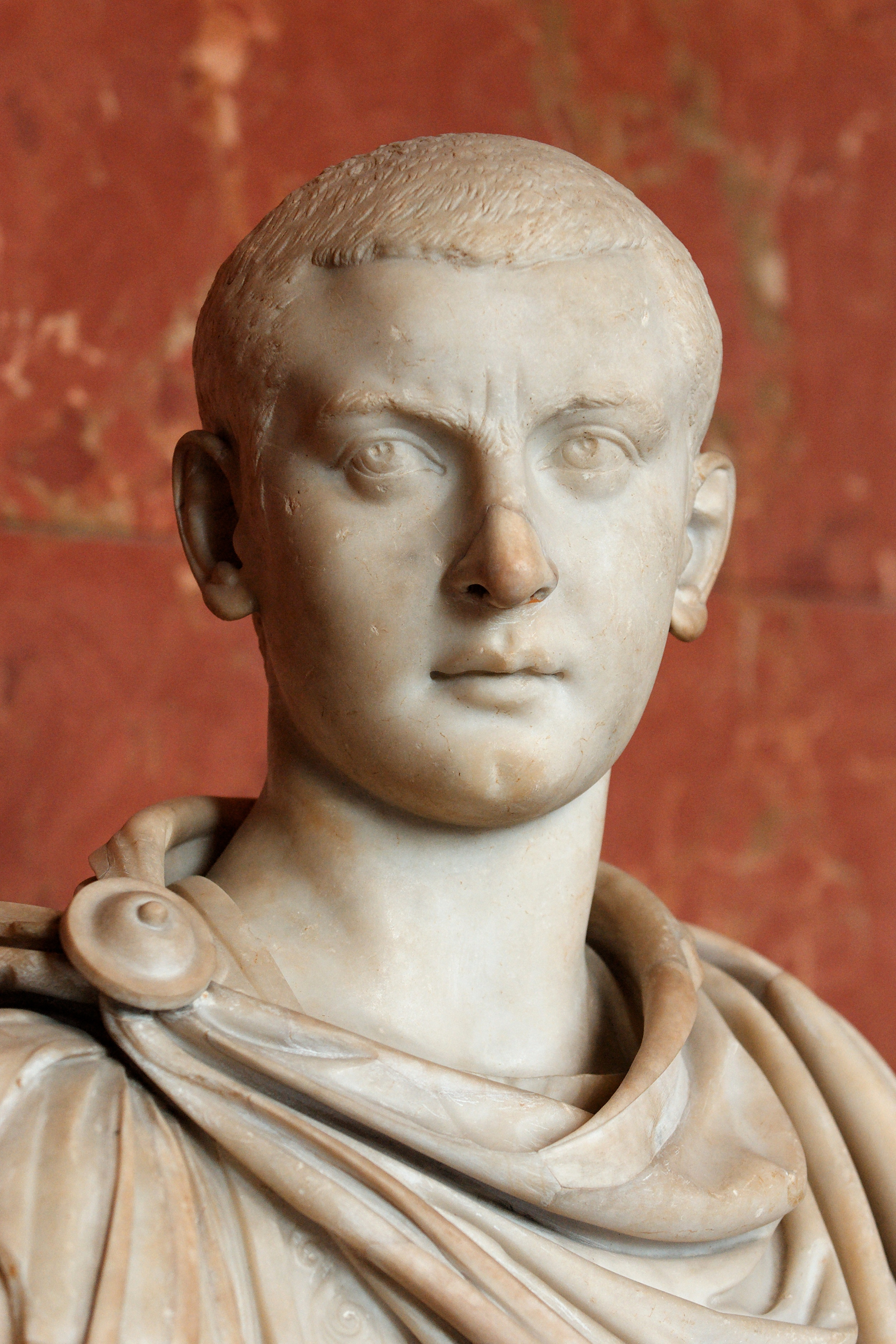
Gordianus III